# Parc dels Prínceps
El Parc dels Prínceps (en francès Parc des Princes) és un estadi de futbol i de rugbi situat a l'oest de la ciutat de París, a França, en concret al districte XVI, en la perifèria parisenca. Va ser inaugurat el 18 de juliol de 1897, però l'actual recinte data de 1972. Pertany al Municipi de París, encara que en l'actualitat es troba concessionat a l'empresa "SESE", una societat filial del canal de televisió "Canal Plus".

## Història
La història del "Parc dels Prínceps" comença al final del regnat de Lluís Felip I de França, durant l'època de la Restauració (entre les dues Revolucions franceses de 1789 i 1848). El Rei Lluís Felip decideix tornar a la tradició de les xarxes urbanes. Aquesta tradició apareix amb Enric IV de França en 1594 (primer urbanista de París). És en 1841, quan el Rei Lluís Felip decideix construir una nova muralla defensiva, aquesta sobrepassava llargament els límits de París i fins i tot passava travessant algunes comunes suburbanes de París com Auteuil i Boulogne.
En aquesta època, els membres de la cort reial i de l'aristocràcia parisenca anaven a recrear-se a un parc, anomenat el "Parc des Princes", d'on l'actual Bois de Boulogne forma part. El parc, immens, se situava just darrere de les fortificacions a l'oest de la capital. En 1860, Napoleó III de França decideix sota els consells del baró Georges-Eugène Haussmann, d'annexionar les comunes veïnes fora del mur, i, en conseqüència, París és dividit en vint districtes. És així que el Parc dels Prínceps se situa al districte XVI.

## Esdeveniments
Aquest estadi ha estat seu en dos Copes del Món de futbol. En l'edició de 1938 va albergar tres partits, entre ells una semifinal. Per altra banda, en la de 1998 va albergar sis partits, quatre de la primera fase, un de vuitens de final i el partit pel tercer lloc.
També ha estat seu en dos edicions de l'Eurocopa de futbol, en 1960
i 1984, albergant la final en ambdós tornejos. Quant a la Copa d'Europa, ha estat seu de la final en tres edicions el 1956, 1975 i 1981. També fou seu de la Copa del Món de Rugbi 2007 que es disputà a França.
Jacques Augendre, al llibre Le Tour de France: Panorama d'un siècle (publicat el 1996 per la Société du Tour de France), explica que aquesta competició ciclista, des de l'inici el 1903 fins al 1967, acabava a l'estadi al Parc des Prínceps. Posteriorment, del 1968 al 1974, l'etapa final era al Velòdrom de Vincennes; i des del 1975 l'última etapa se celebra per l'Avinguda dels Camps Elisis de París.

### Resum d'esdeveniments disputats

#### Copa Mundial de Futbol de 1938
- L'estadi va albergar tres partits de la Copa Mundial de Futbol de 1938.
| Data               | Selecció #1 | Resultat     | Selecció #2 | Ronda         | Espectadors |
| ------------------ | ----------- | ------------ | ----------- | ------------- | ----------- |
| 4 de juny de 1938  | Suïssa      | 1 - 1 (t.i.) | Alemanya    | Primera Ronda | 27.152      |
| 9 de juny de 1938  | Alemanya    | 2 - 4        | Suïssa      | Primera Ronda | 20.025      |
| 16 de juny de 1938 | Hongria     | 5 - 1        | Suècia      | Semifinals    | 20.000      |

#### Eurocopa 1960
- L'estadi va albergar dos partits de l'Eurocopa 1960.
| Data                 | Selecció #1    | Resultat     | Selecció #2 | Ronda      | Espectadors |
| -------------------- | -------------- | ------------ | ----------- | ---------- | ----------- |
| 6 de juliol de 1960  | França         | 4 - 5        | Iugoslàvia  | Semifinals | 26.370      |
| 10 de juliol de 1960 | Unió Soviètica | 2 - 1 (t.i.) | Iugoslàvia  | Final      | 17.966      |

#### Eurocopa 1984
- L'estadi va albergar tres partits de l'Eurocopa 1984.
| Data               | Selecció #1         | Resultat | Selecció #2 | Ronda                | Espectadors |
| ------------------ | ------------------- | -------- | ----------- | -------------------- | ----------- |
| 12 de juny de 1984 | França              | 1 - 0    | Dinamarca   | Primera fase, Grup 1 | 47.570      |
| 20 de juny de 1984 | Alemanya Occidental | 0 - 1    | Espanya     | Primera fase, Grup 2 | 47.691      |
| 27 de juny de 1984 | França              | 2 - 0    | Espanya     | Final                | 47.368      |

#### Copa Mundial de Futbol de 1998
- L'estadi va albergar sis partits de la Copa Mundial de Futbol de 1998.
| Data                 | Selecció #1   | Resultat | Selecció #2   | Ronda                | Espectadors |
| -------------------- | ------------- | -------- | ------------- | -------------------- | ----------- |
| 15 de juny de 1998   | Alemanya      | 2 - 0    | Estats Units  | Primera fase, Grup F | 45.500      |
| 19 de juny de 1998   | Nigèria       | 1 - 0    | Bulgària      | Primera fase, Grup D | 45.500      |
| 21 de juny de 1998   | Argentina     | 5 - 0    | Jamaica       | Primera fase, Grup H | 45.000      |
| 25 de juny de 1998   | Bèlgica       | 1 - 1    | Corea del Sud | Primera fase, Grup E | 45.500      |
| 28 de juny de 1998   | Brasil        | 4 - 1    | Xile          | Vuitens de final     | 45.500      |
| 11 de juliol de 1998 | Països Baixos | 1 - 2    | Croàcia       | Tercer lloc          | 45.500      |

#### Mundial de Rugbi 2007
- En l'estadi es van disputar cinc trobades de la Copa Mundial de Rugbi de 2007.
| Data                   | Selecció #1 | Resultat | Selecció #2 | Ronda                | Espectadors |
| ---------------------- | ----------- | -------- | ----------- | -------------------- | ----------- |
| 9 de setembre de 2007  | Sud-àfrica  | 59 - 7   | Samoa       | Primera fase, Grup A | 46.575      |
| 19 de setembre de 2007 | Itàlia      | 31 - 5   | Portugal    | Primera fase, Grup C | 45.476      |
| 28 de setembre de 2007 | Anglaterra  | 36 - 20  | Tonga       | Primera fase, Grup A | 45.085      |
| 30 de setembre de 2007 | Irlanda     | 15 - 30  | Argentina   | Primera fase, Grup D | 45.450      |
| 19 d'octubre de 2007   | França      | 10 - 34  | Argentina   | Tercer lloc          | 45.958      |

#### Eurocopa 2016
- L'estadi va albergar cinc partits de l'Eurocopa 2016.
| Data               | Selecció #1      | Resultat | Selecció #2      | Ronda                | Espectadors |
| ------------------ | ---------------- | -------- | ---------------- | -------------------- | ----------- |
| 12 de juny de 2016 | Turquia          | 0 - 1    | Croàcia          | Primera fase, Grup D | 43.842      |
| 15 de juny de 2016 | Romania          | 1 - 1    | Suïssa           | Primera fase, Grup A | 43.576      |
| 18 de juny de 2016 | Perú             | 0 - 0    | Àustria          | Primera fase, Grup F | 44.291      |
| 21 de juny de 2016 | Irlanda del Nord | 0 - 1    | Alemanya         | Primera fase, Grup C | 44.125      |
| 25 de juny de 2016 | Gal·les          | 1 - 0    | Irlanda del Nord | Vuitens de final     | 44.342      |

#### Copa Mundial Femenina de Futbol de 2019
- L'estadi acollirà set partits de la Copa Mundial Femenina de Futbol de 2019
| Data               | Selecció #1  | Resultat | Selecció #2   | Ronda                | Espectadors |
| ------------------ | ------------ | -------- | ------------- | -------------------- | ----------- |
| 7 de juny de 2019  | França       | 4 - 0    | Corea del Sud | Primera fase, Grup A | 45.261      |
| 10 de juny de 2019 | Argentina    | 0 - 0    | Japó          | Primera fase, Grup D | 25.055      |
| 13 de juny de 2019 | Sud-àfrica   | 0 - 1    | Xina          | Primera fase, Grup B | 20.011      |
| 19 de juny de 2019 | Escòcia      | -        | Argentina     | Primera fase, Grup D |             |
| 20 de juny de 2019 | Estats Units | -        | Xile          | Primera fase, Grup F |             |
| 24 de juny de 2019 | 2n Grup F    | -        | 2n Grup E     | Vuitens de final     |             |
| 28 de juny de 2019 |              | -        |               | Quarts de final      |             |